# Николо Конти
Вижте пояснителната страница за други личности с името Конти.
Николо Конти (на италиански: Niccolò dei Conti) е венециански търговец и пътешественик-изследовател.

## Биография
Роден е около 1395 година в Киоджа, Италия. Около 1419 напуска Венеция и се преселва в Дамаск, Сирия, където изучава арабски език.
От Дамаск с търговски керван заминава за Багдад, преминава през Басра и Ормуз и достига до Индия, като пребивава там през 1420 – 1421 г. във Виджаянагара. След като посещава няколко индийски града в района, отплава на юг покрай западното крайбрежие на Индостан, пребивава в Шри Ланка, а след това покрай източното крайбрежие достига до Бенгалия, устието на Ганг. От там по суша се отправя на изток, пресича безлюдни планини, отделящи Индия от Северозападен Индокитай и се спуска в широката долина на река Иравади в Бирма. От Бирма твърде вероятно е Конти да е посетил остров Ява, Камбоджа и Китай.
На обратния път посещава Камбей и Каликут на западното крайбрежие на Индия, пребивава на остров Сокотра, в Аден, крайбрежието на Еритрея, арабското пристанище Джида и през Египет и Триполи през 1444 г. се завръща в Италия.
По време на своите пътешествия Конти приема ислямаа, но впоследствие, терзан от угризение на съвестта, след завръщането си се отправя за Рим при папа Евгений IV, за да получи опрощение на греховете си. Папата така се заинтересува от неговите скитания, опрощава му греховете и заповядва на секретаря си Поджо Брачиолини да запише неговите разкази на латински език: „Четири книги за изменчивостта на съдбата“, която е издадена като книга чак през 1723 г.
Умира през 1469 година във Венеция.